# Pavel Efimovič Dybenko
Pavel Efimovič Dybenko (in russo Павел Ефимович Дыбенко?; in ucraino Павло Юхимович Дибенко?, Pavlo Juchymovyč Dybenko; Ljudkovo, 16 febbraio 1889 – Mosca, 29 luglio 1938) è stato un rivoluzionario, politico e generale sovietico.

## Biografia
Pavel Dybenko nacque nel villaggio di Ljudkovo, nei pressi dell'odierna Novozybkov, in una famiglia contadina ucraina. Nel 1907 cominciò a lavorare presso il locale Ufficio del tesoro, ma fu licenziato perché considerato inaffidabile a causa delle sue attività politiche: membro di un circolo bolscevico, si occupava della distribuzione di letteratura rivoluzionaria. L'anno successivo si spostò a Riga, dove lavorò come portuale.
Arruolato nel 1911 nella Flotta del Baltico, servì nei primi sei mesi sulla nave Dvina. Nel 1915 partecipò a un ammutinamento e fu per questo imprigionato e mandato come soldato di fanteria sul fronte tedesco, dove portò avanti l'attività di propaganda politica e fu di nuovo arrestato. Fu rilasciato dopo la rivoluzione del febbraio 1917 e reintegrato nella Flotta del Baltico.
Dopo la Rivoluzione d'ottobre venne nominato Commissario del popolo per gli affari navali, mentre nel febbraio 1918 fu inviato a fronteggiare l'esercito tedesco che avanzava verso Pietrogrado. Per la sua conduzione delle operazioni fu rimosso dal governo, espulso dal Partito comunista, arrestato e processato, venendo tuttavia assolto. Partecipò attivamente alla guerra civile con ruoli di comando nell'Armata Rossa. Nel 1922 fu riammesso nel partito e in seguito occupò posizioni militari e politiche di rilievo. Venne arrestato e fucilato nel 1938 durante le Grandi purghe.

Fu sposato con la nota rivoluzionaria Aleksandra Kollontaj.

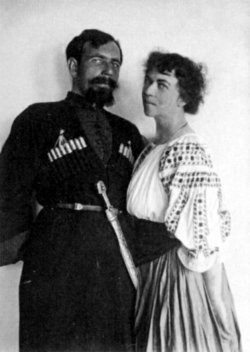
Dybenko con la moglie Aleksandra Kollontaj nel 1919

## Opere
- V nedrach carskogo flota (Dentro la flotta zarista, 1919)
- Mjatežniki (Ribelli, 1923)
- Oktjabr' na Baltike (Ottobre nel Baltico, 1934)
- Revolucionnye baltijcy (Rivoluzionari baltici)
- Iz nedr carskogo flota k Velikomu Oktjabrju (Da dentro la flotta zarista al Grande Ottobre)